# Літке (село)
Лі́тке (рос. Литке) — село у складі Ніколаєвського району Хабаровського краю, Росія. Входить до складу Члянського сільського поселення.

## Населення
Населення — 8 осіб (2010; 3 у 2002).
Національний склад (станом на 2002 рік):
- росіяни — 100 %